# Episodi di Power (seconda stagione)
La seconda stagione della serie televisiva Power, composta da 10 episodi, è stata trasmessa negli Stati Uniti dal canale via cavo Starz dal 6 giugno al 15 agosto 2015.
In Italia, la stagione è andata in onda in prima visione sul canale satellitare AXN dal 22 settembre al 20 ottobre 2015.
| n° | Titolo originale                   | Titolo italiano               | Prima TV USA   | Prima TV Italia   |
| -- | ---------------------------------- | ----------------------------- | -------------- | ----------------- |
| 1  | Consequences                       | Conseguenze                   | 6 giugno 2015  | 22 settembre 2015 |
| 2  | No Friends on the Street           | Caccia al killer              | 13 giugno 2015 | 22 settembre 2015 |
| 3  | Like We're Any Other Couple        | Sulle tracce di impronte rosa | 20 giugno 2015 | 29 settembre 2015 |
| 4  | You're the Only Person I Can Trust | Questione di fiducia          | 27 giugno 2015 | 29 settembre 2015 |
| 5  | Who You Are and Who You Want to Be | Chi sei e chi vuoi essere     | 11 luglio 2015 | 6 ottobre 2015    |
| 6  | Why Her?                           | Strane alleanze               | 18 luglio 2015 | 6 ottobre 2015    |
| 7  | You're Not the Man                 | Intuizioni                    | 25 luglio 2015 | 13 ottobre 2015   |
| 8  | Three Moves Ahead                  | Tre passi avanti              | 1º agosto 2015 | 13 ottobre 2015   |
| 9  | Time's Up                          | La resa dei conti             | 8 agosto 2015  | 20 ottobre 2015   |
| 10 | Ghost Is Dead                      | Doppio gioco                  | 15 agosto 2015 | 20 ottobre 2015   |

## Conseguenze
- Titolo originale: Consequences
- Diretto da: Simon Cellan Jones
- Scritto da: Courtney Kemp Agboh

## Caccia al killer
- Titolo originale: No Friends on the Street
- Diretto da: Stefan Schwartz
- Scritto da: Gary Lennon

## Sulle tracce di impronte rosa
- Titolo originale: Like We're Any Other Couple
- Diretto da: David Knoller
- Scritto da: Randy Huggins

## Questione di fiducia
- Titolo originale: You're the Only Person I Can Trust
- Diretto da: Bill Johnson
- Scritto da: Lauren Schmidt

## Chi sei e chi vuoi essere
- Titolo originale: Who You Are and Who You Want to Be
- Diretto da: David Knoller
- Scritto da: Raphael Jackson Jr. e Damione Macedon

## Strane alleanze
- Titolo originale: Why Her?
- Diretto da: Sanford Bookstaver
- Scritto da: Gary Lennon

## Intuizioni
- Titolo originale: You're Not the Man
- Diretto da: Dennie Gordon
- Scritto da: Vladimir Cvetko

## Tre passi avanti
- Titolo originale: Three Moves Ahead
- Diretto da: Rob Hardy
- Scritto da: Randy Huggins

## La resa dei conti
- Titolo originale: Time's Up
- Diretto da: Jim McKay
- Scritto da: Raphael Jackson Jr. e Damione Macedon

## Doppio gioco
- Titolo originale: Ghost Is Dead
- Diretto da: Michael J. Bassett
- Scritto da: Courtney Kemp Agboh e Safia Dirie